# Zlata Vucelić
Zlata Vucelić (Požega, 23. ožujka 1942.), hrvatska fotografkinja, živi i radi u Samoboru. 

## Životopis
Rođena je u Požegi gdje završava osnovno i srednje obrazovanje. U Zagreb odlazi na studij likovnog odgoja na Pedagoškoj akademiji. Studij likovnog odgoja još više je učvrstio snažnu kreativnost Zlate Vucelić. Neposredno nakon studija otkriva fotografiju kao važno kreativno područje. Kako bi razvila što temeljitiji svoj fotografski status, učlanjuje se u Fotoklub Zagreb. Fotografija joj postaje preokupacija i dominantno područje rada. Nižu se izložbe što joj daje poticaj za daljnji rad. Godine 1972. postaje članica Hrvatske zajednice samostalnih umjetnika - HZSU i Hrvatske udruge likovnih umjetnika primijenjenih umjetnosti - ULUPUH. 
Postepeno prestaje biti dokumentaristica, već fotografijom izražava unutarnji, duhovni doživljaja fotografiranog motiva, doradom fotografija u laboratoriju. Preklapanjem negativa, dužinom osvjetljavanja, tonerom sepia boje, autorica stvarnost sklapa u originalnu vizualnu poetsku cjelinu. Fotografije je izlagala na brojnim samostalnim i skupnim izložbama. Dobitnica je više nagrada i priznanja.
2001. godine sudjelovala je serijama fotografija Pučka raspela i Otok, na manifestaciji Mjesec fotografije u Bratislavi, u izboru Muzeja suvremene umjetnosti u Zagrebu. Jedna je od umjetnica zastupljenih na izložbi Vidljive, Muzej suvremene umjetnosti u Zagrebu, 2023., autorice koncepcije i kustosice Martine Munivrane.

## Fotografski ciklusi
Značajni ciklusi su joj Portreti mladih (1968.-1973.), Gornji grad i sakralni Zagreb (1972.-1992.), Portreti umjetnika i njihova djela (1970.-1991.), Magdica (1976.), Hrvatsko zagorje (1976.-1978.), Narodna raspela (1978.-1992.), Otok (1982.), Drugo vrijeme (1988.-1989.), Lun-Otok Pag (1989.), Međugorje (1989.), Otok II. (1993.-1999.), Hommage Josefu Sudeku (2006.), Fotografije na jezeru (od 2005.), Fotografije putovanja (2005.-). Ciklusom Magdica (1976.) započinje svoj karakterističan neoromantičarski pristup fotografiji. U ciklusu Portreti umjetnika ističe se opus posvećen hrvatskoj pjesnikinji Vesni Parun, s kojom se družila cijeli život.

## Samostalne izložbe (odabir)
- Samostalna izložbu fotografija, Galerija Lotrščak, 1982. Autorica teksta U početku bijaše foton i komentare uz izložbu, Vesna Parun[4].
- Izložba Zlata Vucelić - fotografije, Samoborski muzej, 26.11. - 17.12. 1989. Predgovor Zdravko Tišljar.
- Izložba Petra Dabca i Zlate Vucelić, Galerija Sebastian, Beograd, 29.3. - 24.4. 1990. Predgovor, Ljiljana Domić.
- Izložba Otok II., fotografije Zlate Vucelić, predgovor Tonko Maroević. Zagreb, ULUPUH, 1999.[5]
- Izložba Čovjek i more - otok, Gradska loža u Zadru, u organizaciji Narodnog muzeja Zadar, 2004. godina.

- Izložba fotografija iz ciklusa Hommage a Josef Sudek, Galerija Badrov (Trg žrtava fašizma 1), 2006. godina.[6]

## Skupne izložbe (odabir)
- Sudjelovala je na Izložbi članica Fotokluba Zagreb, održanoj u Muzeju grada Zagreba 1976. godine. Koncepciju izložbe potpisuje Đuro Griesbach, koji o radu Zlate Vucelić piše: "Zlata Vucelić je buntovnički intelektualni duh u krhkom nježnom tijelu. Uvijek svjesna što želi reći, beskompromisno pristupa njoj vazda zamamnoj temi – čovjeku. Koliko ima iskrenosti i istine u njenoj izjavi: dati portret čovjeka je najteže u slikarstvu, a i u fotografiji, jer iz njega treba zračiti ono nevidljivo u čovjeku – karakter duha ličnosti, a to je veoma – veoma teško. Njenih pet slika poznatih umjetnika su rijetki primjer uspjelih portreta i djeluju kao snažni akord na kraju ove izložbe."[7]
- Sudjelovala je na skupnoj fotografskoj izložbi Vidjeti vrijeme, autora koncepcije Vladimira Gudca, u organizaciji Hrvatskog fotosaveza. Izložba je održana u Umjetničkom paviljonu u Zagrebu 2001. godine.[8]
- Sudjelovala je na skupnim izložbama Aktualno (2008.)[9] i Aktualno 2+60  (2010.)[10] Sekcije za fotografiju Hrvatske udruge likovnih umjetnika primijenjenih umjetnosti - ULUPUH, autorice koncepcije Višnje Slavice Gabout, održane u Muzeju Mimara.

## Fotografske mape, publikacije, monografije
- Objavila je nekoliko fotografskih mapa.
- Izdavačka kuća Mladost, Zagreb, objavila je 1981. pjesničko-grafičko-fotografsku mapu Magdica, autorica Vesne Parun, Zdenke Pozaić i Zlate Vucelić.
- Autorica je fotografija u reprezentativnom izdanju Sakralni Zagreb, autora Nikole Pulića; izdavačka kuća Mladost, biblioteka Posebna izdanja, 1991.[11]
- Fotomonografija Zlata Vucelić: spiritualna fotografija, autorice Branke Hlevnjak, u izdanju Hrvatskog fotosaveza, objavljena je 2017. godine.[12]

## Vanjske poveznice
- Centar za kulturu i informacije, Zagreb, 1982. https://hrcak.srce.hr/clanak/393507
- Dokumentacijski fond MDC-a https://hrcak.srce.hr/clanak/210815